# Messia-sur-Sorne
Messia-sur-Sorne is een gemeente in het Franse departement Jura (regio Bourgogne-Franche-Comté) en telt 804 inwoners (1999). De plaats maakt deel uit van het arrondissement Lons-le-Saunier.

## Geografie
De oppervlakte van Messia-sur-Sorne bedraagt 2,7 km², de bevolkingsdichtheid is 297,8 inwoners per km².

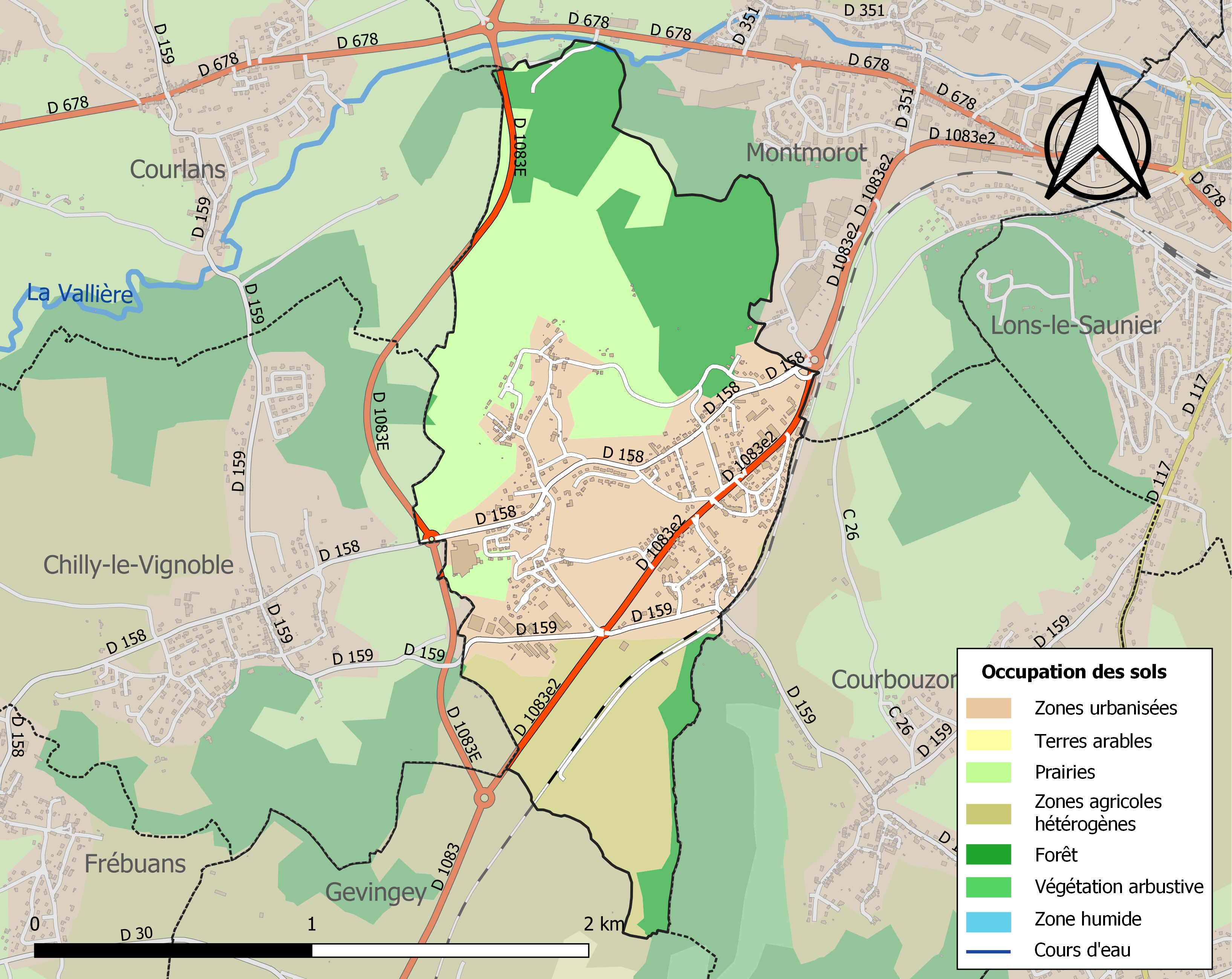
Kaart van de gemeente met de belangrijkste infrastructuur, bodemgebruik en omliggende gemeenten

## Demografie
Onderstaande figuur toont het verloop van het inwonertal (bron: INSEE-tellingen).

## Geboren
- Paul Seguin (1885-1967), politicus